# Hel·lèniques
Hel·lèniques (en grec: Ἑλληνικά), és una important obra de l'escriptor Xenofont (428 aC - 355 aC) i una de les principals fonts d'informació dels últims set anys de la Guerra del Peloponès no coberts per l'historiador grec Tucídides, i també sobre el després de la guerra. Molts consideren aquesta obra un treball personal escrit per Xenofont durant el seu retir a la seva vila espartana, escrita sobretot per als seus amics, per a gent que coneixien els principals protagonistes i les batalles, sovint perquè havien participat en ells. El traductor i escriptor anglès Rex Warner (1905-1986), va traduir aquest títol com a Historia del meu temps i de l'expedició a Persia.
Xenofont, a les Hel·lèniques, posa en pràctica el que ell entenia com la forma d'historiar de Tucídides: parla de fets contemporanis, és austera i inclou aspectes polítics dels esdeveniments. Però el resultat no va ser gaire encertat. L'obra exclou determinats temes, de vegades sembla que per descuid el resultat resulta limitat. De fet alguns temes que podia haver inclòs en aquesta obra els va desenvolupar en altres obres, memòria autobiogràfica, biografies, col·leccions de fets notables, opinions sobre les constitucions i fets històrics novel·lats, es troben a l'Anàbasi, Agesilau, Memorables, Ciropèdia, i La República dels lacedemonis. A les Hel·lèniques no hi ha una unitat temàtica rigorosa, sinó més aviat una història perpètua, que després podria continuar. De fet, a l'última frase de l'obra diu: "potser els successos posteriors seran l'ocupació d'algú altre".